# Tony Marsh
Anthony Ernest Marsh (Stourbridge, Reino Unido; 20 de julio de 1931-Petersfield, Inglaterra, Reino Unido; 7 de mayo de 2009), más conocido como Tony Marsh, fue un piloto de automovilismo británico, que ganó en seis ocasiones el campeonato británico de carreras de montaña.
En Fórmula 1, debutó en la sexta carrera de la temporada 1957, en el GP de Alemania, en Nürburgring. Tony Marsh participó en un total de cinco carreras puntuables del campeonato, disputándolas en tres temporadas diferentes (1957-1961), y obtuvo el octavo puesto como mejor resultado.
Después de retirarse, Marsh vendió su coche y dejó el automovilismo para concentrarse en sus intereses de ingeniería y agricultura, pero en 1986 regresó al volante de Rovercraft, con sede en March. En 1993, su copiloto Simon Law murió en el coche durante las pruebas de velocidad de Brighton, una tragedia que afectó considerablemente a Marsh. Regresó con el Toleman TG191 Cosworth DFL, llevándose el Gurston Top Six ese año, a los 62 años. Continuó compitiendo en pruebas de montaña hasta bien pasados los 70 años.

## Resultados

### Fórmula 1
(Clave) (negrita indica pole position) (cursiva indica vuelta rápida)

| Año     | Escudería            | 1   | 2   | 3       | 4   | 5       | 6      | 7   | 8     | 9   | 10  | 11  | Pos. | Puntos |
| ------- | -------------------- | --- | --- | ------- | --- | ------- | ------ | --- | ----- | --- | --- | --- | ---- | ------ |
| 1957    | Ridgeway Managements | ARG | MON | 500     | FRA | GBR     | GER 15 | PES | ITA   |     |     |     | NC   | 0      |
| 1958    | Tony Marsh           | ARG | MON | NED     | 500 | BEL     | FRA    | GBR | GER 8 | POR | ITA | MAR | NC   | 0      |
| 1961    | Tony Marsh           | MON | NED | BEL DNS | FRA | GBR Ret | GER 15 | ITA | USA   |     |     |     | NC   | 0      |
| Fuente: |                      |     |     |         |     |         |        |     |       |     |     |     |      |        |